# Вольферт VI ван Борселен
Вольферт VI ван Борселен (нидерл. Wolfert VI van Borselen; ок. 1433 — 29 апреля 1487, Гент) — герр ван Вер и Флиссинген, граф Бухан в Шотландии и де Гранпре в Шампани, маршал Франции, адмирал Бургундских Нидерландов, статхаудер Голландии, Зеландии и Фрисландии.

## Биография
Сын Хендрика II ван Борселена, герра ван Вер и Флиссинген, графа де Гранпре, и Жанны де Альвен (Иоганны ван Халевин).
Был назначен камергером Людовика XI и маршалом Франции на место маршала де Лафайета. Первое жалование получил 1 марта 1464. После окончания войны Лиги Общественного блага и подписания Конфланского договора, 29 октября 1465 был отставлен от должности, с сохранением пожизненного пенсиона в 2 000 ливров.
В 1466 году назначен адмиралом Бургундских Нидерландов.
В 1474 наследовал своему отцу.
В 1477 году, после гибели Карла Смелого и вторжения войск Людовика XI в бургундские владения, Вольферт ван Борселен, которого Филипп де Коммин называет «великим сеньором Зеландии», вместе с канцлером Гийомом Югоне, сеньором де Эмберкуром, Лодевиком ван Грутхусе и другими приближенными Марии Бургундской, участвовал в переговорах с французским королём в Перонне.
В том же году назначен Максимилианом Габсбургом на должность статхаудера Голландии, Зеландии и Фрисландии.
На капитуле в Брюгге 1 мая 1478 принят в рыцари ордена Золотого руна.
В 1480 году в присутствии сеньоров Равенштейна и Эгмонта был отрешен герцогом от должности статхаудера, поскольку оказывал предпочтение группировке Крючков в ходе борьбы крючков и трески.
В 1486 продал графство Гранпре Луи де Жуайёзу, сеньору де Бутеону.

## Семья
1-я жена (1444): Мария Шотландская (1428—20.03.1465), графиня Бухан, дочь Якова I Шотландского и Джоанны Бофор. Принесла мужу графство Бухан
Дети:
- Карл ван Борселен (ум. юным)
- Ян ван Борселен (ум. юным)

2-я жена (17.06.1468): Шарлотта де Бурбон-Монпансье (1449—1478), дочь Луи I де Бурбона, графа де Монпансье, и Габриели де Ла Тур
Дети:
- Лодевик ван Борселен (ум. юным)
- Анна ван Борселен (ум. 1505), госпожа ван Вер и Флиссинген. Муж 1): Филипп Бургундский (ок. 1450—1498), герр ван Беверен; 2): виконт Луи де Монфор
- Маргарита ван Борселен. Муж (1492): Вальравен II ван Бредероде (1462—1531)
- Мария ван Борселен. Муж (1489): Мартин фон Польхейм (ум. 1498)
- Иоганна ван Борселен. Муж: Вольфганг фон Польхейм (1458—1512)